# دايو أموسا
دايو أموسا (بالإنجليزية: Dayo Amusa)‏ (مواليد 20 يوليو 1987)، هي مُمثلة ومُغنية نيجيرية.

## وصلات خارجية
- دايو أموسا على موقع IMDb (الإنجليزية)